# Balkan-Cup
Der Balkan Cup war ein von 1929 bis 1980 stattfindender Wettbewerb für Fußballnationalmannschaften der Balkanregion. Bis 1948 wurde das Turnier im Ligasystem, die Turniere 1973/1976 und 1977/1980 im K.-o.-System ausgetragen. Der Wettbewerb ist nicht zu verwechseln mit dem Balkanpokal für Vereinsmannschaften, der von 1960 bis 1994 ausgespielt wurde.

## Die Turniere im Überblick
| Jahr            | Gastgeber                                                                                      | Finale                                                                                         | Finale                                                                                         | Finale                                                                                         | Spiel um Platz 3                                                                               | Spiel um Platz 3                                                                               | Spiel um Platz 3                                                                               |
| Jahr            | Gastgeber                                                                                      | Sieger                                                                                         | Ergebnisse                                                                                     | 2. Platz                                                                                       | 3. Platz                                                                                       | Ergebnisse                                                                                     | 4. Platz                                                                                       |
| --------------- | ---------------------------------------------------------------------------------------------- | ---------------------------------------------------------------------------------------------- | ---------------------------------------------------------------------------------------------- | ---------------------------------------------------------------------------------------------- | ---------------------------------------------------------------------------------------------- | ---------------------------------------------------------------------------------------------- | ---------------------------------------------------------------------------------------------- |
| 1929–31 Details | kein Gastgeber                                                                                 | Rumänien                                                                                       | Ligasystem                                                                                     | Jugoslawien                                                                                    | Griechenland                                                                                   | Ligasystem                                                                                     | Bulgarien                                                                                      |
| 1931 Details    | Bulgarien                                                                                      | Bulgarien                                                                                      | Ligasystem                                                                                     | Türkei                                                                                         | Jugoslawien                                                                                    | Ligasystem                                                                                     | nur drei Teams                                                                                 |
| 1932 Details    | Jugoslawien                                                                                    | Bulgarien                                                                                      | Ligasystem                                                                                     | Jugoslawien                                                                                    | Rumänien                                                                                       | Ligasystem                                                                                     | Griechenland                                                                                   |
| 1933 Details    | Rumänien                                                                                       | Rumänien                                                                                       | Ligasystem                                                                                     | Jugoslawien                                                                                    | Bulgarien                                                                                      | Ligasystem                                                                                     | Griechenland                                                                                   |
| 1934/35 Details | Griechenland                                                                                   | Jugoslawien                                                                                    | Ligasystem                                                                                     | Griechenland                                                                                   | Rumänien                                                                                       | Ligasystem                                                                                     | Bulgarien                                                                                      |
| 1935 Details    | Bulgarien                                                                                      | Jugoslawien                                                                                    | Ligasystem                                                                                     | Bulgarien                                                                                      | Griechenland                                                                                   | Ligasystem                                                                                     | Rumänien                                                                                       |
| 1936 Details    | Rumänien                                                                                       | Rumänien                                                                                       | Ligasystem                                                                                     | Bulgarien                                                                                      | Griechenland                                                                                   | Ligasystem                                                                                     | nur drei Teams                                                                                 |
| 1946 Details    | Albanien                                                                                       | Albanien                                                                                       | Ligasystem                                                                                     | Jugoslawien                                                                                    | Rumänien                                                                                       | Ligasystem                                                                                     | Bulgarien                                                                                      |
| 1947 Details    | kein Gastgeber                                                                                 | Ungarn                                                                                         | Ligasystem                                                                                     | Jugoslawien                                                                                    | Rumänien                                                                                       | Ligasystem                                                                                     | Bulgarien                                                                                      |
| 1948 Details    | Turnier abgebrochen (als Balkan- und Zentraleuropameisterschaft mit 7 Teilnehmern ausgespielt) | Turnier abgebrochen (als Balkan- und Zentraleuropameisterschaft mit 7 Teilnehmern ausgespielt) | Turnier abgebrochen (als Balkan- und Zentraleuropameisterschaft mit 7 Teilnehmern ausgespielt) | Turnier abgebrochen (als Balkan- und Zentraleuropameisterschaft mit 7 Teilnehmern ausgespielt) | Turnier abgebrochen (als Balkan- und Zentraleuropameisterschaft mit 7 Teilnehmern ausgespielt) | Turnier abgebrochen (als Balkan- und Zentraleuropameisterschaft mit 7 Teilnehmern ausgespielt) | Turnier abgebrochen (als Balkan- und Zentraleuropameisterschaft mit 7 Teilnehmern ausgespielt) |
| 1973/76 Details | kein Gastgeber                                                                                 | Bulgarien                                                                                      | 1:0 / 2:3                                                                                      | Rumänien                                                                                       | nicht ausgetragen                                                                              | nicht ausgetragen                                                                              | nicht ausgetragen                                                                              |
| 1977/80 Details | kein Gastgeber                                                                                 | Rumänien                                                                                       | 0:2 / 4:1                                                                                      | Jugoslawien                                                                                    | nicht ausgetragen                                                                              | nicht ausgetragen                                                                              | nicht ausgetragen                                                                              |

### Rangliste der Sieger
| Rang | Land        | Titel | Jahr(e)                   |
| ---- | ----------- | ----- | ------------------------- |
| 1    | / Rumänien  | 4     | 1929–31, 1933, 1936, 1980 |
| 2    | / Bulgarien | 3     | 1931, 1932, 1976          |
| 3    | Jugoslawien | 2     | 1934/35, 1935             |
| 4    | Albanien    | 1     | 1946                      |
|      | Ungarn      | 1     | 1947                      |